# Melur
Melur är en ort i Indien.   Den ligger i distriktet Madurai och delstaten Tamil Nadu, i den södra delen av landet, 2 100 km söder om huvudstaden New Delhi. Melur ligger 154 meter över havet och antalet invånare är 33 839.
Terrängen runt Melur är platt. Runt Melur är det tätbefolkat, med 297 invånare per kvadratkilometer. Det finns inga andra samhällen i närheten. Trakten runt Melur består till största delen av jordbruksmark.